# Classic Albums: Nirvana – Nevermind
Classic Albums: Nirvana — Nevermind — документальный DVD из серии Classic Albums, выпущенный Eagle Vision в марте 2005 года. Содержит интервью, взятые специально для этого проекта у членов группы и продюсера альбома Nevermind Бутча Вига, рассказывающего о записи. Также на диске присутствуют интервью с Торстоном Муром из Sonic Youth и Стивом Дигглом из The Buzzcocks.

## Список композиций
1. «Smells Like Teen Spirit» (Studio and O.K Hotel live)
2. «School»
3. «About a Girl»
4. «Lithium»
5. «In Bloom» (Sub Pop и Sound City)
6. «Drain You»
7. «Come as You Are»
8. «Polly»
9. «Territorial Pissings»
10. «Something in the Way»
11. «Breed»

## Позиция в чартах
| Год  | Чарт                 | Высшая позиция |
| ---- | -------------------- | -------------- |
| 2006 | Norwegian DVD Charts | No. 3          |
| 2005 | German Albums Chart  | No. 91         |

## Сертификации
| Регион | Сертификация | Продажи  |
| --- | ------------ | -------- |
| Австралия (ARIA) | Платиновый   | 15 000^  |
| Новая Зеландия (RMNZ) | Золотой      | 2500^    |
| США (RIAA) | Платиновый   | 100 000^ |
| * Данные о продажах приведены только на основе сертификации. ^ Данные о тиражах приведены только на основе сертификации. |              |          |